# Cwi Migdal
Cwi Migdal – organizacja przestępcza założona w Buenos Aires w latach 90. XIX w. przez stręczycieli, alfonsów i właścicieli domów publicznych specjalizujących się w przemycaniu kobiet ze wschodniej Europy. Członkami organizacji byli Żydzi z ziem polskich, a jej ofiarami były w większości Polki i polskie żydówki.

## Historia
Początkowo organizacja nosiła nazwę Warszawskie Towarzystwo Wzajemnej Pomocy i miała charakter filantropijny, później, gdy prowadziła już działalność przestępczą, na żądanie polskiego ambasadora w 1929 zmieniono nazwę na Towarzystwo Wzajemnej Pomocy Zwi Migdal. Nazwa towarzystwa wybrana została dla upamiętnienia jednego z założycieli, Zvi Migdala, który znany był również jako Luis Migdal. Nazwa ma także dosłowne tłumaczenie na język jidysz, w którym oznacza „dużą siłę”.
Organizacja została oficjalnie powołana do życia 7 maja 1906, ale początki jej działalności sięgają wcześniejszego okresu. Jej pierwszym prezesem oraz głównym założycielem był Żyd polskiego pochodzenia, urodzony w Łodzi Noe Trauman, który w młodości musiał uciekać z kraju z powodów politycznych. Jako że Ameryka Południowa była coraz popularniejszym kierunkiem emigracji, na stałe zamieszkał w Argentynie, gdzie wpadł w środowisko żydowskich sutenerów.
Początkowo stręczyciele nie czuli potrzeby zakładania stowarzyszenia, gdyż każdy działał na własną rękę, od czasu do czasu wchodząc w relacje zawodowe z innymi. Wobec ciągłej kontroli władz nadszedł jednak moment, że podjęli decyzję o założeniu organizacji przestępczej, której celem miało być zacieranie śladów i wzajemna pomoc materialna.
Według Isabel Vincent przyczynami emigracji żydowskich kobiet z Imperium Rosyjskiego, w tym z Kongresówki, do Ameryki Południowej były rosyjski antysemityzm oraz bieda. Natomiast przyczynami szybkiego rozwoju prostytucji w Argentynie i Brazylii była zachwiana równowaga między liczbą kobiet i mężczyzn, duża tolerancja dla zjawiska prostytucji charakterystyczna dla latynoskiej kultury, skorumpowana policja, dziurawe prawo, nowe i szybkie połączenia morskie między Europą i Ameryką Płd. Scenariusz przez lata pozostawał taki sam. Kobiety były mamione dobrze płatną pracą za granicą lub naprędce organizowanym ślubem z przystojnym i bogatym Żydem, który poszukuje żony wychowanej w tradycji. Rodzinie, która godziła się na oddanie dziewczyny, wypłacana była zaliczka pieniężna, a niesamowita nędza, w jakiej żyli, odbierała im możliwość racjonalnego myślenia. Dziewczęta w większości miały po 13–16 lat, aczkolwiek przedział wiekowy był znacznie szerszy, zaczynał się od lat 7, a kończył na 20. Do 1913 w Buenos Aires zarejestrowanych było ponad 4000 prostytutek pochodzenia żydowskiego, przywożonych głównie z terenów Galicji, Bukowiny, Kongresówki i zachodnich guberni rosyjskich. W 1913, przed wprowadzeniem w Argentynie prawa wymierzonego w handlarzy kobietami i stręczycieli, około 2000 Żydów, w większości polskich i rosyjskich, przeniosło się do Rio de Janeiro.
Ze Zwi Migdal wywodziła się także inna organizacja stręczycielska o nazwie Aschkenasum, której przewodził Simon Rubinstein. Zrzeszała głównie rosyjskich i rumuńskich Żydów, którzy popadli w konflikt z Żydami z ziem polskich.
W 1931 władze polskie ogłosiły listę ponad 500 handlarzy kobiet zaangażowanych w dostarczanie kobiet do domów publicznych Argentyny i Brazylii. Większość osób z tej listy była Żydami. Raport został przygotowany dla Ligi Narodów.
Stowarzyszenie oficjalnie zakończyło działalność w 1930 w wyniku doniesienia złożonego przez byłą prostytutkę Raquel Liberman w 1929. Liberman była Żydówką pochodzącą z Polski i dzięki swojej bohaterskiej postawie przeszła do historii jako pierwsza, której udało się uciec spod kontroli organizacji. Jej sylwetkę upamiętniła Myrtha Schalom, przenosząc jej życiorys na karty powieści „La Polaca” (Polka).
Od 20 maja 1930 pod kierownictwem Julio Alsogaray z policji federalnej w Buenos Aires prowadzono aresztowania dużej grupy członków Zwi Migdal. Większość sutenerów została zatrzymana i postawiona przed sądem, ale mimo wszystko nie zostali skazani. W tym samym czasie nastąpił przewrót wojskowy w Argentynie i prezydentem został konserwatywny José Félix Uriburu, który wprowadził purytańską moralność w Argentynie. We wrześniu 1930 odbył się proces, na którym skazano 108 osób, jednak ostatecznie tylko trzy osoby pozostały w więzieniu. Od tego czasu organizacja straciła większość swoich wpływów.
- Zobacz też: Pogrom alfonsów

## Charakterystyka
Pierwszy statut stowarzyszenia nie różnił się wiele od innych jemu podobnych, wymagał od członków jedynie właściwego zachowania oraz solidarnego wsparcia. Kandydaci na członków organizacji musieli natomiast koniecznie być sutenerami. Rolę rozstrzygania konfliktów i podejmowania ważnych decyzji pełniła specjalna komisja, a w szczególnych przypadkach organem decyzyjnym był sędzia.
Przez niemal 30 lat swojej działalności Zwi Migdal miała ponad 2 tysiące domów publicznych, 400 stręczycieli i około 4 tysiące prostytutek. Bardzo wiele domów znajdowało się na skrzyżowaniu ulic Lavalle i Junín, gdzie tworzyły one całość nazywaną powszechnie osiedlem Junín. Osiedle było tak znane w mieście, że kiedy do Buenos Aires przyjeżdżali turyści, nie mieli żadnych problemów z uzyskaniem jego dokładnej lokalizacji, ze wszystkimi szczegółami.
Miasto było tak skorumpowane przez stręczycieli, że nie było mowy o karach ze strony lokalnej władzy.

## Historia Raquel Liberman
Polka żydowskiego pochodzenia przybyła do Buenos Aires we wrześniu 1924, czyli na 5 lat przed złożeniem doniesienia. Młoda dziewczyna szybko wpadła w sidła zastawione przez rzekomą towarzyszkę podróży. Podczas kilku lat spędzonych w domu publicznym przy ulicy Valentin Gómez zaoszczędziła wystarczającą sumę, by opuścić to miejsce i założyć własny warsztat krawiecki.
Według obserwacji komisarza Alsogaraya sutenerzy zamierzali zmusić Liberman do powrotu. Osiągnęli swój cel w styczniu 1929, dzięki współpracy z wieloletnim członkiem stowarzyszenia, Salomonem Kornem, który rozkochał w sobie kobietę i po ślubie siłą umieścił w dawnym miejscu pracy. Zdesperowana Liberman podjęła kolejną próbę ucieczki, która zakończyła się złożeniem oficjalnego doniesienia na policji. Kilka lat po procesie zmarła na nowotwór gardła.

## Cwi Migdal w literaturze
Przez lata historie zmuszanych do prostytucji kobiet były ukrywane, a istnienie Cwi Migdal, jak również innych tego typu organizacji, stanowiło temat tabu. Głównym źródłem informacji na temat ich działalności oraz procesu były relacje dziennikarzy w niektórych argentyńskich gazetach. Jedną z pierwszych książek, które powstały w oparciu o opisane wydarzenia, było francuskojęzyczne dzieło Alberta Londresa, Le Chemin de Buenos Aires (Droga do Buenos Aires), w którym samo Cwi Migdal pełni rolę raczej epizodyczną.
Szczegóły zagadnienia można poznać głównie dzięki dwóm opartym na faktach powieściom fabularnym: La Polaca Myrthy Schalom oraz El infierno prometido (Piekło obiecane) Elsy Drucaroff. Źródłem informacji jest również książka napisana przez komisarza Alsogaraya (wydana w latach 30. XX wieku), dzięki któremu udało się ująć przestępców – Trilogia de la trata de blancas zawiera zbiór obserwacji policjanta, ułożony w logiczną całość.
Jedną z kulturowych pozostałości handlu kobietami z Europy Wschodniej jest funkcjonujące w lunfardo, dialekcie Buenos Aires słowo papirusa/papirosa lub w skróconej postaci papusa, które, choć dziś oznacza piękną, atrakcyjną kobietę, oryginalnie odnosiło się do dziewczyn o egzotycznej – w Argentynie – urodzie zaczepiających mężczyzn na ulicy prośbą o papierosa (po hiszp. cigarrillo). Słowo to niejednokrotnie można spotkać w tekstach argentyńskich tang (np. Elegante papirusa Edgardo Donato z 1935).
Opisem tego procederu podstępnego porywania kobiet do przymusowej prostytucji w Ameryce Południowej był też polski film z 1938 Kobiety nad przepaścią.